# Alexandru Ioanițiu
Alexandru Ioanițiu (n. 1890, Botoșani, România – d. 1941, Baden, Ucraina⁠(d), Ucraina) a fost un general român, profesor și comandant al Școlii Superioare de Război din București (1939-1941), șef al Marelui Stat Major (1940-1941) și, la 22 iunie 1941, șef al Marelui Cartier General Român. Este autor al unei lucrări de referință în domeniul istoriografiei militare, premiată de Academia Română, Războiul României 1916-1918, publicată în 1929, după șase ani petrecuți în Serviciul Istoric din Statul Major General.
A participat activ la atacul asupra orașului Odesa alături de armata germană. Acest atac împotriva Uniunii Sovietice a dus la un mare număr de victime în rândul trupelor românești. 
Generalul Alexandru Ioanițiu a murit pe data de 17 septembrie 1941 pe un aerodrom lângă localitatea Baden din Ucraina. Întâmplarea a fost redată de generalul Constantin Pantazi în memoriile sale:
„Mareșalul pornește într-o dimineață, împreună cu generalul Ioanițiu, cu două avioane Fieseler 55 și aterizează ambii la Baden, unde se afla postul de comandă înaintat al Armatei 4 care conducea operațiile asupra Odessei. Ambii se dau jos din avioane, iar Ioanițiu, mergând spre Mareșal pe drumul cel mai scurt, a trecut pe sub elicea avionului său, care se oprise complet din mișcare. Când însă a ajuns sub elice, un rest de gaze i-a mai dat acesteia un impuls și elicea, începând instantaneu o învârtire violentă, a lovit puternic pe Ioanițiu în cap, acesta căzând jos și decedând după puțin timp.”— General Constantin Pantazi

Ulterior, printr-un decret al Conducătorului Statului Român din 22 septembrie 1941, semnat de Mihai Antonescu, generalul de brigadă Alexandru Ioanițiu a fost înălțat la gradul de general de divizie post-mortem pe data de 17 septembrie 1941 „pentru merite deosebite pe câmpul de războiu în postul de Șef al Marelui Cartier General”.
A fost decorat post-mortem pe 8 octombrie 1941 cu Ordinul „Mihai Viteazul”, cl. III-a „pentru priceperea de care a dat dovadă, în calitate de șef al Marelui Cartier General, și spiritul de sacrificiu arătat pe timpul operațiunilor contra bolșevicilor, dând îndrumări personal, la fața locului, diferiților comandanți”.

## Lucrări
- Războiul României (1916-1918) - 1929
- Pentru generațiile de azi și de mâine. Virtuțile neamului în lumina războiului nostru național - 1930
- Elemente de strategie - 1936 (împreună cu gen. Sichitiu)
- Călăuza ofițerului. Strategie și tactică aplicată - 1936

## Decorații
- Ordinul „Coroana României” în gradul de Comandor (8 iunie 1940)[5]
- Ordinul Militar „Mihai Viteazul”, cl. III-a (8 octombrie 1941)[4]

## Fotogalerie

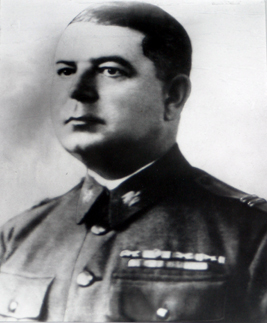
Alexandru Ioanițiu